# Michael Binder (Politiker, 1920)
Michael Binder (* 29. Juli 1920 in Tüßling; † 3. März 2002) war ein deutscher Politiker (SPD).

## Leben und Beruf
Binder, Sohn eines sozialdemokratischen Schuhmachers, erlernte zunächst den Beruf des Schlossers und war als Elektriker und Schweißer bei der Wacker Chemie in Burghausen tätig. Vor dem Zweiten Weltkrieg nahm er ein Studium der Starkstrom-Technik am Polytechnikum München auf, das aber 1940 durch fünf Jahre Kriegseinsatz als Infanteriesoldat an der Ostfront unterbrochen wurde. 1942 wurde er Offizier. Er wurde insgesamt dreimal verwundet. Nach Kriegsende setzte er sein Studium fort und wurde nach erfolgreichem Abschluss 1946 Leiter der Stadtwerke in Mühldorf am Inn. 1955 wurde er Vorstandsmitglied des Verbandes Kommunaler Unternehmen in Bayern und 1960 auch des Verbandes Bayrischer Elektrizitätswerke. Ab 1962 war er neben seiner Tätigkeit bei den Mühldorfer Stadtwerken auch Geschäftsführer der Energieversorgung Inn/Salzach.

## Abgeordneter
Von 1966 an war Binder Mitglied des Stadtrates in Mühldorf am Inn und auch Kreistagsabgeordneter. Von 1970 bis 1974 gehörte er dem Bayerischen Landtag an.